# ホットパンツ

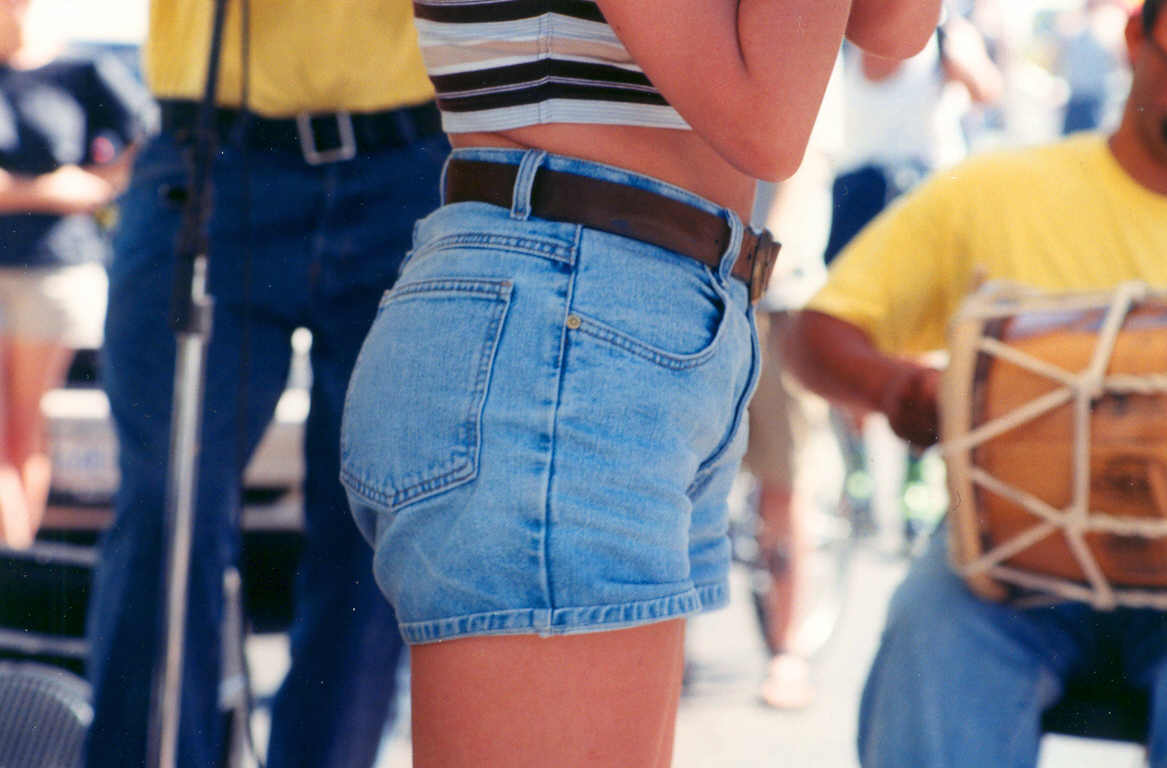
デニムのホットパンツ

ホットパンツ（Hot pants）は、0 - 1分丈前後の短いズボンのことである。

## 概要

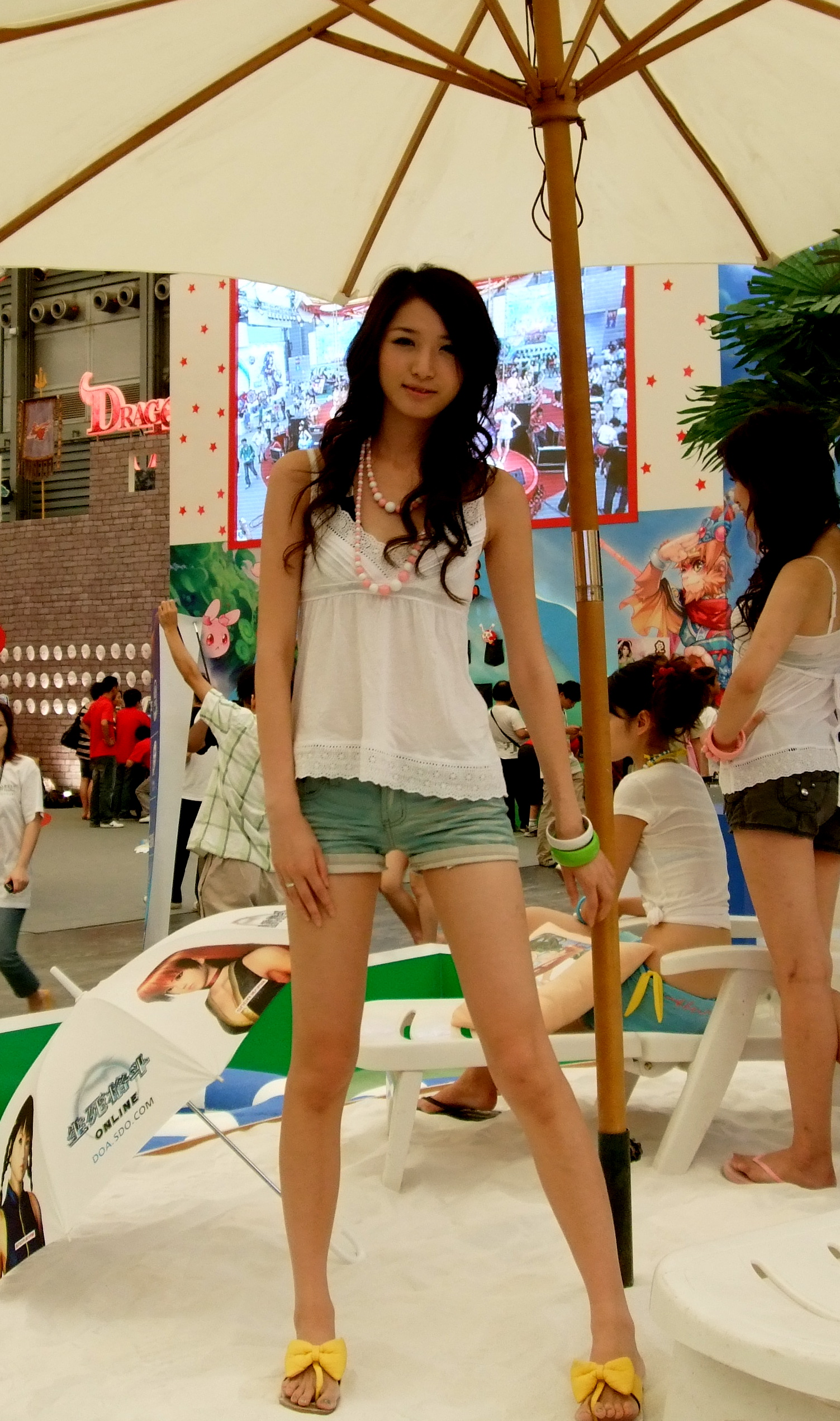
ホットパンツを履いた女性

ショートパンツの分類の中では、最も短いタイプのものがこれにあたる。一般的に女性の腰回りは男性のものよりも広い傾向があるので、ホットパンツは、男性用ズボンよりもヒップの部分を大きく取ってデザインされている。かつて男児の大半が着用していた児童用の半ズボンと同様に、前述の定義の通り股下が僅かしかないので太腿のほぼ全体が露出する。またスカート着用時の見せパンとして穿いている人も多くいる。いわゆるカジュアルファッションとしてのホットパンツには、体育座りや開脚などで容易に下着が見えるほど股布の幅が狭い物もある。また、冬季であっても、ロングブーツやレッグウォーマー等と合わせて履くなど、太腿を強調しながら露出を抑えて防寒を行う組み合わせがあり、特にギャルファッションの定番となっている。

### 男性による着用
『ホットパンツ』は、もともと丈の短いズボンの一種のことで、男性用の半ズボンのことでもあり、スポーツウェアとしても愛用されていた。当初は暑い夏季に着用されたため『ホットパンツ』と呼ばれた。女性用の『ミニスカート』に相当する。
1971年頃になると、パリでのファッションではじめて女性用の「短パン」として展示されたときに世間の人は衝撃を覚えたとされる。

## 歴史
1960年代に、スウィンギング・ロンドンという若者文化がイギリスを中心に発生する。反骨的でかつそれまでの社会を覆すような革命的な動き、あるいは若者がより自由を象徴とし、より新しいモダニズムを主張した。これらの激しい流れに触発された同国のファッションデザイナーであるマリー・クヮントが非常に丈の短いズボン（後のホットパンツ）を発表。この丈の短いズボンはスウィンギング・ロンドンの若者達に非常に受け入れられ、1972年頃まで世界的な大流行を博した。
ファッション界に「ホットパンツ」という名称が登場したのは1971年春夏のパリ・コレクションである。非常に短い丈の当時としては斬新なズボンを見聞して伝えたアメリカ合衆国のファッション業界専門紙「ウーマン・ウェア・デイリー（WWD）」が、記事の中でが新しいショートパンツとして、ホットパンツを名づけた。このホットとは「熱い、最新の」と揶揄して報じられたと言われており、その真意までは定かではないがホットパンツの語源はこれではないかと言われている。

## 日本でのホットパンツ

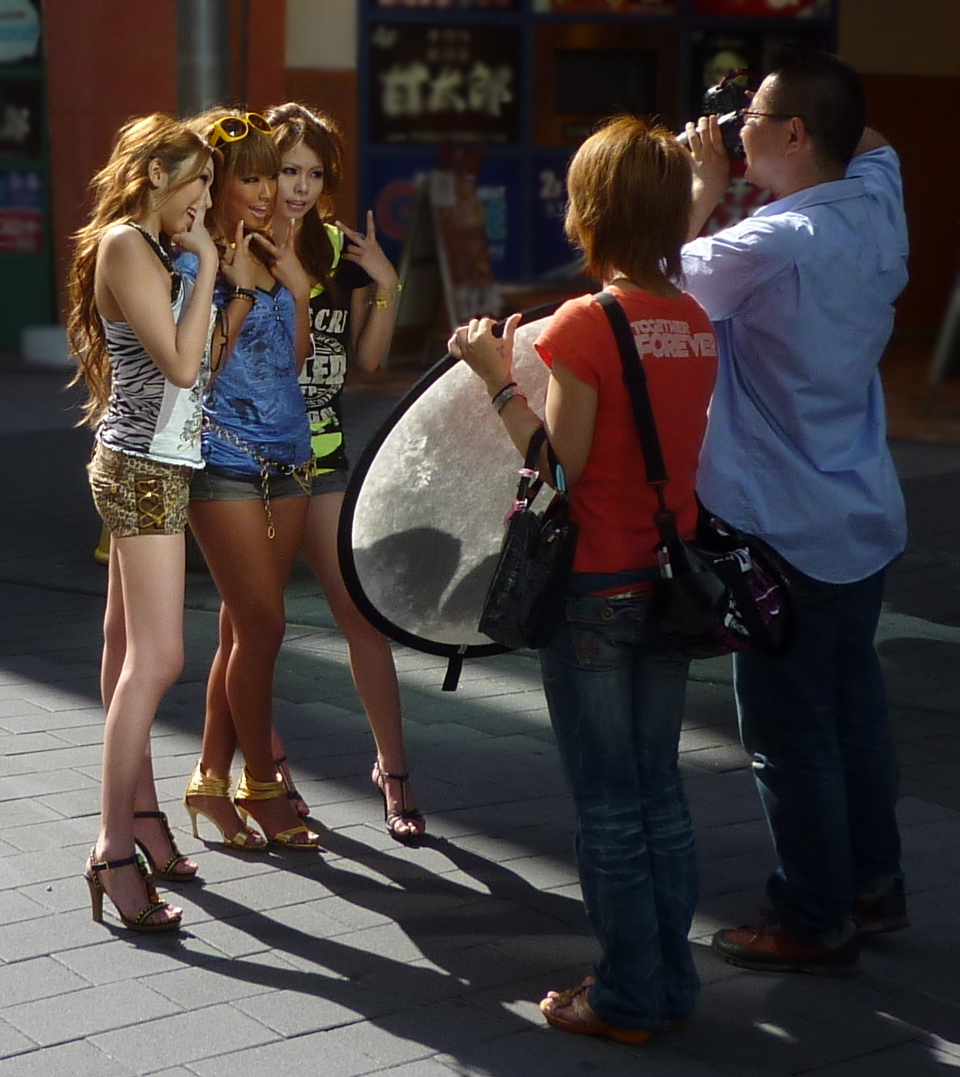
2009年頃のギャル系。当時のモデル撮影でも全員がホットパンツ（ショートパンツ）である事が分かる。

日本人の女性が下半身の服飾に対して革新的な変化が起こったのが、1967年にツイッギーが来日したことが機であったといわれる。彼女の来日によって、日本国内で爆発的にミニスカートが人気となり、特に女性がアバンギャルドな方向性を持った切っ掛けともなった。この傾向により女性が脚を露出する事に抵抗がなくなったといわれ、ミニスカートの人気が冷めぬ前にホットパンツが国内に伝わったため、欧米と同様に女性の抵抗なく大流行し、特に1971年から1972年までは海岸でのカジュアルなスタイルとして、幅広い層の女性の間で大流行した。しかし、1972年の秋口からホットパンツがあまり見られなくなり、次第にスカートなどのスタイルに押されるようになってくる。
1980年代に入ると、ミニスカートとDCブランドやヨーロピアンモードの流行により女性がより短いズボンを履くことがあまり見られなくなった。1990年代に再びカジュアルが復権し、ギャル系など露出度の高いファッションを好む女性の間でもミニスカートが主流であった。

### ショートパンツとしての再流行
2006年 - 2007年秋冬より「ショートパンツ」という名称で10歳代から20歳代向けファッション雑誌に多く登場するようになり、2006年秋冬東京ガールズコレクションでは「極ミニデニムパンツ」と紹介された。それまでのファッションでも1970年代ファッションがしばしば流行していたが、若年層の女性歌手、女性タレントらが着用したことから、同年代の女性の間でも流行した。主に夏用の衣服ではあるが、近年では真冬でもタイツやブーツに合わせるコーディネートがよく見られる。